# Adiàtorix
Adiàtorix (en llatí Ădĭătŏrix, en grec antic Ἀδιατόριξ) era el fill d'un dels tetrarques de Galàcia. Es va decantar per Marc Antoni i poc abans de la batalla d'Àccium i va fer matar tots els romans d'Heraclea.
Capturat després per les tropes d'August l'any 30 aC va formar part com a presoner del triomf que va celebrar a Roma i executat junt amb el seu fill petit. El seu fill gran, Diteutus, va ser nomenat sacerdot d'una famosa deessa a Comana, segons Estrabó.